# Сайлюгем (гора, Алтайские горы)
Сайлюгем — вершина, административно расположена в Кош-Агачском районе Республики Алтай РФ.

## Этимология
От алт. сайлу — имеющий гальку, с галькой; мелководный;  тув. хем — река. Сайлу кем — букв. река с галькой или мелководная река.

## Описание
Вершина расположена на северном участке горного массива Талдуайр, севернее вершины Талдуайр. С горы стекают на запад правые притоки реки Сайлюгем, на север один из левых притоков реки Текелю (Янтау).
Следует отметить, что гора не имеет отношения к приграничному хребту Сайлюгем и национальному парку «Сайлюгемский».
Вершина голая, расположена выше пояса растительности, большую часть года находится под снегом. Склоны сильно заболочены, поросшие зарослями карликовой берёзы и тундровой растительности. Деревьев почти нет, за исключением северных склонов покрытых лиственничной тайгой.